# The Final Cut (album)
 For alternative betydninger, se The Final Cut. (Se også artikler, som begynder med The Final Cut)
The Final Cut er det tolvte studiealbum af den engelske progressive rockgruppe Pink Floyd. Albummet blev udgivet i marts 1983 af Harvest Records i Storbritannien og et par uger senere af Columbia Records i USA. Konceptalbummet, The Final Cut, er den sidste af bandets udgivelser, hvor Roger Waters optræder, og den eneste Pink Floyd-plade hvor han krediteres for at have skrevet og komponeret alle sange. Det meste af lyrikken på albummet synges af Waters; lead guitaristen David Gilmour bidrager kun med vokal på ét af albummets tolv numre.
The Final Cut var oprindeligt planlagt til at være et soundtrack til bandets film Pink Floyd The Wall fra 1982. Med udbruddet af Falklandskrigen ændrede Waters albummet til at handle om, hvad han betragtede som forræderi mod sin fars drøm og til at kritisere krig. For igen at skabe lyden fra en rockopera, som fandtes på albummets forgænger, The Wall (1979), blev The Final Cut optaget i otte forskellige lydstudier i Storbritannien i perioden juli til december 1982. Som ved de fleste andre af Pink Floyds udgivelser blev der hyret en række musikere udefra til indspilningerne, men produktionen var præget af de stigende spændinger mellem Waters og de øvrige bandmedlemmer – især Gilmour. Omslaget blev designet af Waters og afspejler albummets tema. The Final Cut nåede toppen af UK Albums Chart, men modtog meget blandede anmeldelser. En ledsagende kortfilm blev senere udgivet.
Efter udgivelsen af albummet koncentrerede bandmedlemmerne sig om soloprojekter. Herefter offentliggjorde Waters, at han havde forladt gruppen, og senere forsøgte han at forhindre Gilmour og trommeslageren Nick Mason i at bruge Pink Floyd-navnet. Gilmour har efterfølgende udtrykt sin utilfredshed med store dele af The Final Cut.

## Baggrund
Oprindeligt var det planlagt, at The Final Cut skulle være soundtrack til filmen Pink Floyd The Wall. Med arbejdstitlen Spare Bricks var det meningen, at det skulle have indeholdt nye sange eller sange fra The Wall, der var genindspillet til filmen. Det gjaldt for eksempel "When the Tigers Broke Free" og "Bring the Boys Back Home". Roger Waters, der var basguitarist, forsanger og hovedkomponist, havde dog også planlagt at indspille lidt nyt materiale som en udvidelse af The Wall's fortælling.
Waters ændrede hensigt og begyndte at skrive nyt materiale som et resultat af udbruddet af Falklandskrigen. Han anså den britiske premierminister Margaret Thatchers udtalelse om invasionen af øerne som unødvendig, overpatriotisk og meget aggressiv, og han dedikerede efterfølgende albummet – der nu havde skiftet arbejdstitel til Requiem for a Post-War Dream – til sin far, Eric Fletcher Waters, som døde i 2. verdenskrig. Denne nye kreative retning forårsagede skænderier mellem Waters og Gilmour. Adskillige stykker musik der havde været under overvejelse til, men ikke brugt i The Wall – heriblandt "Your Possible Pasts", "One of the Few", "The Final Cut", og "The Hero's Return" – var dengang lagt til side til Spare Bricks. Skønt Pink Floyd ofte tidligere havde genbrugt gammelt materiale på deres udgivelser, følte Gilmour, at disse sange ikke var gode nok til det nye album. Han ville skrive nyt materiale, men Waters var skeptisk, idet Gilmour årene forinden ikke havde bidraget særligt meget tekstmæssigt til bandets udgivelser.
| Citat                     | The Final Cut handlede om, hvordan vi med indførelsen af velfærdsstaten følte, at vi bevægede os fremad mod noget, der kunne ligne et liberalt land, hvor alle passede på hinanden… men jeg havde set hvordan alt dette blev slået i stykker, og jeg havde set en tilbagevenden til et næsten Dickensisk samfund under Margaret Thatcher. Jeg følte dengang, som nu, at den britiske regering skulle have brugt diplomatiske midler, da kommandostyrken ankom til Sydatlanten i stedet for med det samme at gå i krig. | Citat |
| Roger Waters om albummet. | |       |

| Citat                                             | Jeg er helt klart skyldig i til tider at være doven, og der har været tidspunkter, hvor Roger har spurgt: "Nå, hvad har du så?" Jeg ville så svare: "Altså, jeg har ikke noget lige nu. Jeg har brug for lidt mere tid til at behandle nogle ideer." Der er elementer i det materiale som man flere år senere kan se tilbage på og sige: "Tja, han havde en pointe dér." Men han havde ikke ret med hensyn til at putte nogle dårlige numre på The Final Cut. Jeg sagde til Roger: "Hvis disse sange ikke var gode nok til The Wall, hvorfor er de så gode nok nu?" | Citat |
| David Gilmour om konflikten mellem ham og Waters. | |       |

Albummets arbejdstitel blev ændret til The Final Cut, hvilket er en henvisning til skuespilforfatteren William Shakespeares skuespil Julius Caesar: "This was the most unkindest cut of all".  "When the Tigers Broke Free" blev udsendt som single den 26. juli 1982 med "Bring the Boys Back Home" på B-siden.

## Koncept og tidslinje
The Final Cut er et antikrigs-konceptalbum med elementer af rockopera. Waters' sangtekster bearbejder det, som han betragter som forræderi mod sin far og de andre britiske soldater, som ofrede deres liv i 2. verdenskrig for drømmen om tiden efter krigen. Denne 'drøm' gik ud på, at deres sejr ville vise vejen til en mere fredfyldt verden, hvor lederne ikke længere ville være så ivrige efter at løse stridigheder med krig. Albummets tekster er kritiske overfor Thatcher, hvis politik og beslutninger var et eksempel på, hvad Waters betragtede som at svigte de faldne britiske soldater fra 2. verdenskrig. Hun bliver konsekvent på albummet benævnt "Maggie".
Det første nummer, "The Post War Dream", indledes med en meddelelse fra en bilradio, der fortæller, at erstatningen for et skib der gik tabt under krigen vil blive bygget i Japan og ikke i Storbritannien. Waters' tekster henviser til hans døde far, japanerne og Margaret Thatcher indtil nummeret "Your Possible Pasts", som er en redigeret udgave af en sang, der blev fravalgt til The Wall. I "One of the Few", en anden fravalgt sang til The Wall, optræder skolelæreren fra The Wall som hovedpersonen; en krigshelt der vender tilbage til sit civile liv. Han er ude af stand til at dele sine erfaringer med sin kone, og i "The Hero's Return" pines han af tabet af en fra sin flybesætning. "The Gunner's Dream" fortæller om drømmen om en verden efter krigen uden tyranni og truslen om terrorisme (en henvisning til Hyde Park bombningen), hvilket efterfølges af lærerens flugt ind i alkoholisme i "Paranoid Eyes".
Den anden halvdel af albummet handler om forskellige krigsrelaterede forhold. Mens "Southampton Dock" er en klagesang til de hjemsendte krigshelte og samtidig til soldater på vej mod en sikker død, tager "Not Now John" fat om samfundets manglende vilje til at tage sig af de politiske og økonomiske problemer. "Get Your Filthy Hands Off My Desert" handler om Waters' indstilling til krig og invasion, og "The Fletcher Memorial Home" (titlen er et minde om Waters' far) reflekterer over hans fantasi om at samle og henrette verdens politiske ledere, heriblandt Leonid Bresjnev, Menachem Begin, og Margaret Thatcher. Albummets titelnummer ("The Final Cut") afslører Waters' dybeste hemmelighed; teksterne omhandler eftervirkningen af en mands isolation og seksuelle undertrykkelse, mens han forsøger at begå selvmord og kæmper med at få genetableret kontakt med sin omverden. Albummet slutter med "Two Suns in the Sunset", som skildrer en nuklear masseødelæggelse; det endelige resultat af en verden besat af krig og kontrol.

## Indspilning
Den amerikanske komponist og dirigent, Michael Kamen (som bidrog til orkesterafsnittene på The Wall), mæglede mellem Waters og Gilmour og var keyboardspiller som erstatning for Richard Wright, der på dette tidspunkt havde forladt gruppen. James Guthrie var ansat som lydtekniker, og Mason blev overraskende nok hjulpet af Ray Cooper og erstattet af Andy Newmark på "Two Suns in the Sunset", eftersom Mason var ude af stand til at spille de indviklede taktskift, som var påkrævet. Mason var også ansvarlig for de gentagne 'Maggie, what have we done?'-omkvæd. Raphael Ravenscroft, kendt fra sangen "Baker Street", var ansat til at spille saxofon. Indspilningen fandt sted i slutningen af 1982 i, hvad der ikke var set før, hele otte forskellige studier, heriblandt Gilmours hjemmestudie ved Hookend Manor og Waters' Billiard Room studier ved East Sheen. De øvrige studier var Mayfair Studios, Olympic Studios, Abbey Road Studios, Eel Pie Studios, Audio International, og RAK Studios.
Waters og Gilmour samarbejdede til at begynde med, idet de også spillede computerspillet Donkey Kong i fritiden, men spændingerne i bandet voksede. De to valgte til sidst at arbejde hver for sig. Andrew Jackson (lydtekniker) arbejdede med Waters på vokalerne, og Guthrie arbejdede med Gilmour på guitarerne. De mødtes med mellemrum for at diskutere færdigt materiale, og selv om denne arbejdsmetode ikke i sig selv var usædvanlig, begyndte Gilmour at føle presset og havde til tider svært ved at bevare fatningen. Kamen følte sig også presset; Waters havde aldrig været nogen selvsikker sanger, og ved en lejlighed efter gentagne optagelser i studiet så Waters, at Kamen skrev noget på et stykke notespapir. Waters blev vred og krævede at få at vide, hvad Kamen lavede. Da fandt han ud af, at pianisten havde skrevet: "I Must Not Fuck Sheep" (oversat: "Jeg må ikke bolle får") gentagne gange.
The Final Cut brugte lydeffekter sammen med nye avancerede metoder inden for lydoptagelse, som det også var gjort på tidligere Pink Floyd-album. Mason bidrog hovedsageligt med at indspille lydeffekter med systemet Holophonic, som bruges til at give en forstærket tredimensionel effekt på indspilningen (The Final Cut er det andet album nogensinde, hvorpå denne teknologi blev brugt). Den tredimensionelle lydeffekt blev brugt på "Get Your Filthy Hands Off My Desert", hvor der sker en eksplosion rundt om lytteren. Lydeffekter fra tidligere Pink Floyd-album er også tydelige; vinden fra Meddle (1971) er genbrugt, og det samme er dele af The Dark Side of the Moon (1973), Wish You Were Here (1975), Animals (1977), og The Wall (1979).
Efter måneder med fortsat dårligere forhold og en sidste åben konfrontation blev Gilmour strøget som producer på omslaget, hvilket afspejlede, at Waters var utilfreds med Gilmours bidrag til sangskrivningen. Senere indrømmede Waters, at han også havde været under et stort pres, og at han allerede meget tidligt under produktionen af The Final Cut havde troet, at han aldrig mere skulle indspille musik med hverken Gilmour eller Mason. Selvom han luftede småtrusler om at udgive albummet som et soloalbum, havde Pink Floyd kontrakt med EMI, hvilket gjorde den ide usandsynlig. Mason holdt sig uden for stridighederne, da han havde ægteskabelige problemer.

## Omslag
Hipgnosis – designere af det meste af det billedkunstneriske udtryk for Pink Floyd hidtil – var på dette tidspunkt opløst. Storm Thorgerson, som var en af gruppens oprindelige medlemmer, blev forbigået til at designe albumomslaget. Waters designede i stedet selv omslaget, idet han brugte fotografier taget af sin svoger, Willie Christie. Forsidecoveret viser en valmue fra Remembrance Day og fire bånd med medaljer fra 2. verdenskrig lagt på en helt sort baggrund. Fra venstre mod højre er medaljerne 1939-45 Star, Africa Star, Defence Medal, og Distinguished Flying Cross.
Valmuen fra Remembrance Day er et tilbagevendende tema i albummets design. Illustrationsmaterialet viser også adskillige billeder af en enlig soldat på en slagmark. Den indvendige udfoldningsside viser tre fotografier. Det første afbilder en udstrakt hånd, der holder tre valmuer, med en soldat der står midt på en slagmark langt ude i baggrunden. Det andet fotografi med en svejser, der har en svejsemaske på dekoreret med et lille japansk flag, var identisk med omslaget til singlen "Not Now John". Det tredje fotografi viser en atomeksplosion set inde fra en bil, hvilket henviser til "Two Suns in the Sunset". Albummets tekster er ligeledes trykt på udfoldningssiden. Billedet på midten af side 1 på vinylpladen viser en valmuemark. På side to ses en soldat hugget ned bagfra liggende med ansigtet mod jorden tæt på en valmuemark. Man ser også en hund sidde ved siden af den døde soldat. Bagsiden på omslaget viser et fotografi af en stående soldat, der holder en filmrulle, mens en kniv stikker ud fra hans ryg (filmrullen og kniven kan måske afspejle Waters' stormfulde forhold til Alan Parker under produktionen af "The Wall").

## Udgivelse og modtagelse
The Final Cut blev udgivet i Storbritannien den 21. marts 1983 og nåede førstepladsen på UK Albums Chart, hvilket var en bedrift hverken The Dark Side of the Moon eller The Wall havde opnået. Det var knap så succesfuld ved udgivelsen i USA den 2. april, hvor dens højeste placering blev nummer 6 på Billboards album-hitliste. "Not Now John" blev udgivet som single og kom på top 30 i Storbritannien, hvor "Fuck all that" fra nummerets omkvæd var erstattet med "Stuff all that". Trods den kommercielle succes høstede albummet ret blandede anmeldelser. Melody Maker udnævnte det til at være "… en historisk milepæl af skrækkelighed …", men Rolling Stones Kurt Loder opfattede den som "… i bund og grund et Roger Waters soloalbum … en strålende præstation på adskillige niveauer". Robert Christgau skrev: "… det er en lise at høre antikrigsrock, der har lagt mange års selvmedlidenhed bag sig …" og tildelte albummet en C+ vurdering.
Med mere end 1 million eksemplarer solgt i USA gav Recording Industry Association of America The Final Cut platin i maj 1983 og dobbelt platin i 1997. The Final Cut var dog det dårligst sælgende Pink Floyd-studiealbum i USA og resten af verden siden Meddle. Gilmour hævdede senere, at den delvise kommercielle fiasko støttede hans påstand om, at albummets materiale var svagt.
Efter albummets udgivelse blev der udgivet en kortfilm med titlen The Final Cut. Filmen blev produceret af Waters og instrueret af Waters' svoger, Willie Christie, baseret på et udvalg af albummets sange. Der blev brugt fire sange: "The Gunner’s Dream", "The Final Cut", "The Fletcher Memorial Home" og "Not Now John". I filmen ser man Waters afsløre sine inderste hemmeligheder over for en psykiater ved navn A. Parker-Marshall. Alex McAvoy, som optrådte på Pink Floyd The Wall, optrådte også i filmen.
The Final Cut blev udgivet på cd i 1983, og en genindspillet udgave med ny emballage blev udgivet af EMI i Europa og Capitol Records i USA i 2004; denne inkluderede en ekstra sang, den tidligere udgivne "When the Tigers Broke Free". En remastered udgave blev udsendt i 2007 som en del af bokssættet Oh, by the Way, hvor indpakningen var en mini-kopi af den originale lp's omslag. Mens omslaget var en kopi af den originale lp's, blev det øvrige design tillempet til også at illustrere "When the Tigers Broke Free".

## Efter albummet
Der var ingen planer om en turné i kølvandet på udsendelsen af albummet, og Waters og Gilmour gik i stedet i gang med egne soloprojekter. Gilmour indspillede About Face i 1984 og brugte albummet til at udtrykke sin holdning til en række emner, lige fra mordet på John Lennon til hans forhold til Waters – som parallelt hermed begyndte at turnere med sit nye soloalbum, The Pros and Cons of Hitch Hiking. Mason udgav sit andet soloalbum Profiles i august 1985.
I 1985 offentliggjorde Waters, at han havde forladt bandet, og at han mente, at Pink Floyd var en "opbrugt ressource". Han anlagde sag ved højesteret i England for at undgå, at Pink Floyd-navnet blev brugt fremover. Hans advokater opdagede, at kompagniskabet aldrig var blevet formaliseret, og Waters anlagde derpå ny sag ved højesteret i et forsøg på at opnå veto mod yderligere brug af bandnavnet. Gilmours folk svarede igen ved at udsende en pressemeddelelse om, at Pink Floyd ville blive ved med at eksistere, men senere fortalte han en journalist fra Sunday Times, at "Roger er en, der ikke engang under andre noget, som han ikke selv kan bruge, og jeg vil bekæmpe ham …"
Waters skrev til EMI og Columbia om sin hensigt om at forlade gruppen og bad om at slippe for sine kontraktmæssige forpligtelser. Med en retssag hængende over hovedet satte han O'Rourke fra bestillingen og ansatte Peter Rudge til at styre sin forretning. Han bidrog senere til soundtracket til When the Wind Blows og indspillede derefter sit andet soloalbum, Radio K.A.O.S.
The Final Cut bliver af og til betragtet som et de facto Waters-soloalbum på grund af Pink Floyds delvise opløsning og Waters' dominerende position i teksterne til projektet. Den personlige karakter der afspejles i teksterne har relation til Waters' kamp for at forlige sig med den ændrede sociale situation i Storbritannien samt tabet af Waters' far under 2. verdenskrig. Trods dette Waters-mærke må det ikke glemmes, at Gilmours guitarsoloer på "Your Possible Pasts" og "The Fletcher Memorial Home" til tider betragtes som fuldt ud på niveau med det bedste, han leverede på The Wall. Nyere anmeldelser af albummet har lagt vægt på betydningen i forhold til bandets opløsning. Stephen Thomas Erlewine, skribent for Allmusic, har sagt: "… med dets vrede, fokus på teksterne og lydsammensætningerne er det klart, at det er blevet det album, Waters ville have det skulle være. Og det er også helt tydeligt, at Pink Floyd ikke kunne have fortsat i denne retning…", og Stylus Magazine skrev: "Det handler om at sigte efter noget større, selv når du har alle de penge, du nogensinde har villet have. Og derefter enten fejle storslået eller få overvældende succes. Det er op til dig selv at vurdere, om dette album er succes eller fiasko, men jeg vil til hver en tid dømme det som succes." Mike Diver fra Drowned in Sound var mindre imponeret: ”Glimtene af lys er få, og der er langt imellem dem, og bare på papiret peger sangtitlerne – heriblandt "The Gunner’s Dream" og "Paranoid Eyes" – mod en svær lytteproces. Q Magazine udpegede engang en top-ti-liste over de mest deprimerende album, og dette var blandt de ti. Det siger vel det hele, vil jeg mene."

## Numre
Al lead vokal synges af Roger Waters bortset fra "Not Now John", hvor David Gilmour også synger med.
Musik og tekst til alle numre er skrevet af Roger Waters. 
Side 1
| 1. "The Post War Dream" – 3:02 Sangen indeholder mange lydeffekter såsom robåde og skrig, hvilket er karakteristisk for albummet. Musikken begynder stille med synthesizere og Waters’ dæmpede vokal foruden lyden af visse orkesterinstrumenter. Dette går over i en kraftigere, mere teatralsk del, der domineres af elektriske guitarer. I denne del skriger Waters sangen, hvilket er en markant kontrast til hans sang tidligere i nummeret. 2. "Your Possible Pasts" – 4:22 Sangen har meget dynamiske op- og nedgange. Ved omkvædet kommer trommerne ind og er en stor kontrast til det stille og rolige vers. Versene fortæller om soldaternes pårørende. I omkvædet stilles tre spørgsmål til de pårørende, om personen kan huske, hvordan deres forhold var inden krigen. Omkvædet slutter med et ekko på ordet "closer", som varer hele overgangen hen til de næste vers, hvor musikken imidlertid er stoppet. 3. "One of the Few" – 1:12 Sangen har et tikkende ur i baggrunden og fortæller om den cykliske effekt af lærerens frustrationer over sine minder om krigen, hvilket får ham til at afreagere sin smerte på eleverne. Ideen med denne cykliske effekt er meget voldsom i Waters' værk. Lignende lyrik ("Make 'em laugh, make 'em cry, osv") bliver gentaget i "Not Now John" med fokus på den følelsesmæssige manipulation. | 1. "The Hero's Return" – 2:56 Sangen skulle oprindeligt have heddet "Teacher, Teacher" og blev første gang præsenteret på en demo til The Wall. Den senere udvidelse af nummeret blev udgivet på B-siden af single-udgivelsen af "Not Now John". Teksten omhandler en krigsveteran, der vender tilbage til England og kæmper med sin samvittighed over det, han har gjort i krigen, og samtidig væmmes ved hvordan tingene går i hans hjemland. 2. "The Gunner's Dream" – 5:01 Sangen fortæller historien om og tankerne hos en artillerist, der dør i kamp. Sangen starter med, at man hører hans sidste ord over et samtaleanlæg, som det bliver nævnt i "The Hero's Return". "The Gunner's Dream" beskriver drømmen om en perfekt verden, mens han falder ned gennem skyerne. Roger Waters har optrådt med dette nummer live i 1984, hvor Eric Clapton, som var med Waters på turneen, improviserede forskellige guitarsoloer til hver optræden. 3. "Paranoid Eyes" – 3:40 Teksten omhandler en mand, der prøver at tilpasse sig efter sin hjemkomst fra krigen, idet han prøver at undgå at vise svaghed over for sine omgivelser. Det inkluderer at undgå at snakke om sine oplevelser, specielt når der direkte spørges om dem. Teksten udtrykker også veteranens frygt for, hvad mennesker kan finde på "behind petrified eyes" ("bag skræmte øjne"). Til slut fortælles der om veteranens flugt ind i alkoholens tåger i hans alderdom og hans bristede illusioner angående drømmen om det, der skulle komme efter krigen. |

Side 2
| 1. "Get Your Filthy Hands Off My Desert" – 1:19 Teksten til denne sang opfattes ofte som refererende til forskellige krige, heriblandt den sovjetisk-afghanske krig og til at stille en række af verdens ledere til regnskab for de konflikter de har været involveret i, heriblandt mest tydeligt Margaret Thatcher og hendes ansvar for sænkningen af General Belgrano. En lydeffekt fra denne sang blev senere brugt på Roger Waters' soloalbum fra 1992 Amused to Death som en overgang mellem de to dele af den todelte sang "Late Home Tonight". 2. "The Fletcher Memorial Home" – 4:11 Sangen handler om Waters' frustration over ledelsen af verden siden 2. verdenskrig, hvor mange af disse lederes navne bliver nævnt (i kronologisk rækkefølge: Ronald Reagan, Alexander Haig, Menachem Begin, Margaret Thatcher, Ian Paisley, Leonid Bresjnev, Joseph McCarthy og Richard Nixon), hvor Waters foreslår at disse "kolonistiske spildere af liv og lemmer" skulle isoleres i specielt byggede plejehjem. 3. "Southampton Dock" – 2:13 Sangen er oftest blevet spillet efter udgivelsen af albummet i et potpourri med "Get Your Filthy Hands Off My Desert" af Waters og kan findes på blandt andet Waters' live-dvd "In the Flesh - Live". Sangen blev også spillet på Waters' Dark Side of the Moon Live-turné i 2006-2007. Sangen har desuden et mellemspil magen til mellemspillet på den udvidede udgave af "Outside the Wall", som blev spillet under rulleteksterne i filmen The Wall. | 1. "The Final Cut" – 4:46 Sangen er titelnummeret på albummet. Musikvideoen viser Waters synge til en psykolog og benytter gamle sammensatte filmklip fra livet i 1930'erne og 1940'erne. Der er en kort guitarsolo på nummeret spillet af David Gilmour. Sangen som helhed kan betragtes som en epilog til deres rockopera fra 1979, The Wall. Orkestermotivet på sangen minder meget om singlen "Comfortably Numb", som også blev arrangeret af Michael Kamen. 2. "Not Now John" – 5:01 Sangen er den eneste singleudgivelse fra The Final Cut og er det eneste nummer på albummet, hvor Gilmours vokal høres. I et tidligere stadie af albummet blev sangen sunget alene af Waters. I slutningen af sangen spørger Waters om beliggenheden af en bar på adskillige sprog: italiensk, græsk, fransk, og engelsk. Det kan nævnes, at den græske sætning er stavet forkert på albummets omslag (den korrekte stavemåde skal være: "σε παρακαλώ, πού είναι το μπαρ?"). 3. "Two Suns in the Sunset" – 5:14 Sangen giver Waters' bud på verdens ende i form af en atomkrig, som vil resultere i en atomvinter. Dette tema tager han senere op på sit soloalbum Radio K.A.O.S.. Denne sang er speciel, fordi det er en af de få Pink Floyd sange, hvorpå Nick Mason ikke optræder. Det var opfattelsen, at Mason ikke ville være i stand til at spille visse dele godt nok, så Andy Newmark blev hyret til at spille trommer på sangen. |

| 2004 genudgivelsen | 2004 genudgivelsen                    | 2004 genudgivelsen | 2004 genudgivelsen | 2004 genudgivelsen | 2004 genudgivelsen | 2004 genudgivelsen | 2004 genudgivelsen | 2004 genudgivelsen | 2004 genudgivelsen |
| #                  | Titel                                 | Længde             |                    |                    |                    |                    |                    |                    |                    |
| ------------------ | ------------------------------------- | ------------------ | ------------------ | ------------------ | ------------------ | ------------------ | ------------------ | ------------------ | ------------------ |
| 1.                 | "The Post War Dream"                  | 3:00               |                    |                    |                    |                    |                    |                    |                    |
| 2.                 | "Your Possible Pasts"                 | 4:26               |                    |                    |                    |                    |                    |                    |                    |
| 3.                 | "One of the Few"                      | 1:11               |                    |                    |                    |                    |                    |                    |                    |
| 4.                 | "When the Tigers Broke Free"          | 3:16               |                    |                    |                    |                    |                    |                    |                    |
| 5.                 | "The Hero's Return"                   | 2:43               |                    |                    |                    |                    |                    |                    |                    |
| 6.                 | "The Gunner's Dream"                  | 5:18               |                    |                    |                    |                    |                    |                    |                    |
| 7.                 | "Paranoid Eyes"                       | 3:41               |                    |                    |                    |                    |                    |                    |                    |
| 8.                 | "Get Your Filthy Hands Off My Desert" | 1:17               |                    |                    |                    |                    |                    |                    |                    |
| 9.                 | "The Fletcher Memorial Home"          | 4:12               |                    |                    |                    |                    |                    |                    |                    |
| 10.                | "Southampton Dock"                    | 2:10               |                    |                    |                    |                    |                    |                    |                    |
| 11.                | "The Final Cut"                       | 4:45               |                    |                    |                    |                    |                    |                    |                    |
| 12.                | "Not Now John"                        | 4:56               |                    |                    |                    |                    |                    |                    |                    |
| 13.                | "Two Suns in the Sunset"              | 5:23               |                    |                    |                    |                    |                    |                    |                    |
| 46:18              |                                       |                    |                    |                    |                    |                    |                    |                    |                    |

## Ophavsmændene
Pink Floyd
- Roger Waters – forsanger, basguitar, synthesiser, lydeffekter, akustisk guitar, albumomslag
- David Gilmour – guitarer, forsanger, vokal på "Not Now John"
- Nick Mason – trommer, perkussion, lydeffekter (med Holophonics)

Yderligere musikere
- Andy Bown – hammondorgel
- Ray Cooper – perkussion
- Michael Kamen – klaver, harmonium, dirigerer og arrangerer National Philharmonic Orchestra
- National Philharmonic Orchestra
- Andy Newmark – trommer på "Two Suns in the Sunset"
- Raphael Ravenscroft – tenorsaxofon

Produktion
- Willie Christie – fotografering
- James Guthrie – remastering, indspilningsproduktion, lydtekniker, remastering på genudgivelsen (2004)
- Andrew Jackson – lydtekniker
- Doug Sax – mastering, remastering på genudgivelserne (1994 og 1997)